# Felipe Texier
Felipe Alfredo Texier (Nogoyá, ca. 1897 - Concepción del Uruguay, 1969) fue un político y docente argentino, que ocupó el cargo de Gobernador de Entre Ríos entre el 4 de junio de 1952, habiendo sido electo por el Partido Peronista, y 16 de septiembre de 1955, cuando es depuesto por la autoproclamada Revolución Libertadora.

## Biografía
Egresó del Colegio del Uruguay, de donde fue profesor de historia desde 1921 y posteriormente rector entre 1948 y 1952, cuando abandona el puesto siendo electo gobernador. Había alcanzado la rectoría de aquel instituto tras el desplazamiento de Luis Grianta por motivos políticos.
Si bien no tenía mayores intereses políticos se postula como Gobernador, con el acompañamiento de Miguel Ángel Torrealday como vice, para dar fin a disputas internas en el Partido Peronista entrerriano (más tarde, Justicialista). Por esto último, el mayor referente local peronista fue el interventor de aquel. Durante su gestión el banco provincial pasó a ser una sociedad mixta, como así también se construyeron algunos caminos y viviendas económicas. Se destaca el encargo de un estudio para la construcción del túnel subfluvial entre Paraná y Santa Fe. Fue depuesto por la dictadura autodenominada Revolución Libertadora. una calle lleva su nombre. Durante su gobierno se llevó a cabo la colonización de 312.149 hectáreas que se distribuyeron entre 3000 familias de colonos, para permitir que los hijos de los chacareros accedieran a la tierra. Como resultado de una activa política de promoción industrial, se instalaron 281 fábricas, formándose cordones industriales en las principales ciudades de la provincia lo que incrementó el valor agregado de la producción en la provincia y generó nuevas fuentes de empleo.
Sus restos descansan en el Cementerio de Concepción del Uruguay. Una calle de Paraná lleva su nombre en su homenaje.